# Clint il solitario
Clint il solitario (Clint el solitario) è un film del 1967 diretto da Alfonso Balcázar.

## Trama
Clint Harrison, ex pistolero che ritorna dopo tanti anni a Creek Town dove vive il resto della sua famiglia. Nella città impera con la prepotenza la famiglia Shannon che tiranneggia i coltivatori della vallata a favore degli allevatori.